# Coulomb
El coulomb, expressat amb el símbol C, és la unitat derivada del Sistema Internacional de la càrrega elèctrica. Es tracta d'una unitat derivada de l'ampere i relacionada amb el temps; correspon a la càrrega elèctrica transportada per un material conductor amb un corrent elèctric d'un ampere en un segon.
Atesa la redefinició de diverses unitats del Sistema Internacional l'any 2019, entre les quals s'hi inclogué l'ampere, en l'actualitat té un valor precís de 6 241 509 074 460 762 607,776 càrregues elementals (6,242 × 1018 {\displaystyle e}). El nom d'aquesta unitat honora la figura del físic francès Charles-Augustin de Coulomb.
D'aquesta manera, el coulomb pot definir-se amb l'expressió:
{\displaystyle 1\ \mathrm {C} =1\ \mathrm {A} \cdot 1\ \mathrm {s} }
En què l'ampere (A) es relaciona amb el segon (s). A més a més, el coulomb també pot ser definit en termes de capacitància i voltatge i, per tant, expressat com a:
{\displaystyle 1\ \mathrm {C} =1\ \mathrm {F} \cdot 1\ \mathrm {V} }
En què la capacitància s'expressa en farads (F) i el voltatge, en volts (V).
Si dues càrregues puntuals de +1 C es mantenen a 1 metre de distància, la força de repulsió que experimentarien fora expressada per la llei de Coulomb com 8,988 × 109 N. Que és aproximadament igual a la força gravitacional de 900 000 tones mètriques de massa a la superfície de la Terra. Com que aquestes forces són tan grans, informalment hom pot considerar que un coulomb és molta càrrega. A la vida quotidiana moltes coses no tenen un gran excedent de càrrega, per exemple, dos éssers humans posats a un metre de distància generalment no noten la força electroestàtica que hi ha entre ells, i tenen la capacitat de sentir una força de ~10 N (~1 kg). A partir d'això, es pot conjecturar que tenen una càrrega neta de menys de 30 µC.

## Història
Correspongué a la British Association for the Advancement of Science (Associació Britànica per al Progrés de les Ciències) la tasca de facilitar el primer conjunt de mesures elèctriques establert científicament. Arran de la proposta dels enginyers telegrafistes britànics Josiah Latimer Clark (1822-1898) i Charles Tilston Bright (1833-1888), l'Associació Britànica adoptà, l'any 1861, un sistema d'unitats elèctriques i patrons —fonamentat primerament en el sistema absolut metre-gram-segon i, ulteriorment (1873), en el cegesimal (o CGS)—, el qual havia de donar compte de les diverses magnituds elèctriques.

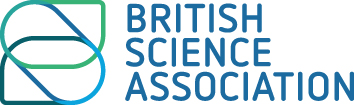
Logo de l'actual British Science Association.

La magnitud, sovint poc pràctica, de les unitats anteriors per a l'ús quotidià feu necessària la creació d'una segona sèrie d'unitats, derivades de les primeres, a les quals s'assignà una fracció o un nombre determinat d'unitats electromagnètiques. A aquestes unitats hom donà un nou nom, amb el qual es pretenia retre homenatge a diverses figures insignes de la història de l'electricitat. En aquest sentit, s'anomenà volt la nova unitat electromagnètica de tensió o força electromotriu; ohm, la unitat de resistència; i farad, la unitat de càrrega o quantitat elèctrica, nom que també es conferí a la unitat de capacitància. La unitat d'intensitat, per acabar, es denominà weber a proposta de J.L. Clark, si bé alguns erudits preferiren emprar l'expressió farad per segon. Així mateix, es formaren múltiples i submúltiples de les unitats esmentades a partir dels prefixos d'ús habitual.

Segell del BIPM.

La cientificitat i l'homogeneïtat del sistema de la British Association feren que la seva proposta esdevingués un preludi de què serien els acords internacionals del Congrés d'Electricistes, el qual es reuní el 15 de setembre de 1881 en el Palau del Trocadéro amb motiu de l'Exposició Internacional d'Electricitat de París (1 d'agost - 15 de novembre). De les diverses discussions i debats en resultaren els acords següents: a) se sancionà el sistema CGS d'unitats elèctriques com a sistema universal de mesures; b) es mantingueren el volt, l'ohm i el farad per a designar, respectivament, les unitats de força electromotriu, resistència i capacitància elèctriques; c) la unitat d'intensitat, seguint la recomanació de Joseph J. Thomson (1856-1940), s'anomenà ampere, en substitució de la denominació britànica weber; i d) es designà amb el nom de coulomb la unitat de quantitat o càrrega elèctrica.
L'any 1889, el Congrés Electrotècnic, reunit a París, decidí sancionar el joule, el watt i el quadrant com a unitats de treball, potència i inducció, respectivament. L'any 1891 (Frankfurt), s'hi acordà l'ús de les abreviatures següents: A (ampere), C (coulomb), F (farad), J (joule), O (ohm), V (volt), W (watt).
No fou fins al 1935 que la Comissió Internacional Electrotècnica sol·licità a l'Oficina Internacional de Pesos i Mesures (BIPM) l'adopció d'unitats per a mesurar l'energia elèctrica proposant com a unitats elèctriques l'ampere, el coulomb, l'ohm i el volt. D'aquestes unitats s'acceptà només l'ampere, que s'afegí al sistema establert MKS, quedant com a sistema nou el MKSA (metre-kelvin-segon-ampere). El coulomb fou acceptat el 1946.

### Charles-Augustin de Coulomb

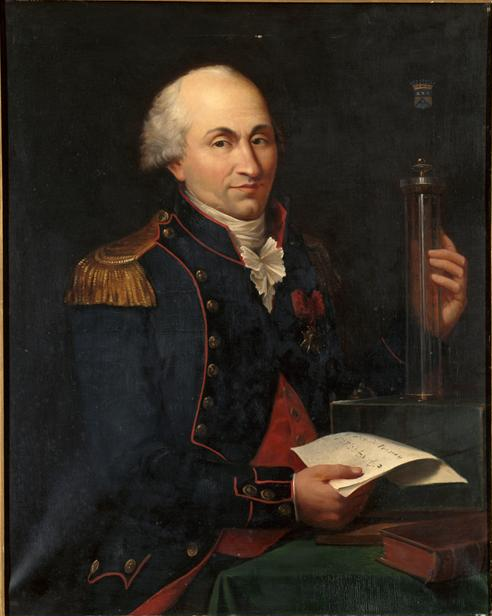
Charles-Augustin de Coulomb representat amb la seva balança de torsió.

Charles-Augustin de Coulomb (nat el 14 de juny de 1736 a Angulema, França; traspassat el 23 d'agost de 1806 a París) fou un físic francès particularment cèlebre per la formulació de la llei de Coulomb, la qual postulà que la força entre dues càrregues elèctriques era proporcional al producte de les càrregues i inversament proporcional al quadrat de la distància que les separava. La força de Coulomb constituí una de les forces principals implicades en les reaccions atòmiques.
Coulomb passà vuit anys, del 1764 al 1772, a Martinica, a les Índies Occidentals, com a enginyer militar, i retornà a França amb la salut minvada, de la qual patí la resta de sa vida. En esclatar la Revolució Francesa, es retirà a una petita finca a Blois, departament de Loir i Cher, i es consagrà a la investigació científica. L'any 1802 fou nomenat inspector d'instrucció pública.
Coulomb desenvolupà la seva llei com a corol·lari del seu afany per investigar la llei de les repulsions elèctriques tal com l'enuncià el científic anglès Joseph Priestley (1733-1804). A tal fi, enginyà aparells sensibles, incloent-hi una balança de torsió per a mesurar les forces elèctriques implicades en la llei de Priestley, i publicà les seves troballes entre el 1785 i el 1789. Així mateix, establí la llei del quadrat invers de l'atracció i la repulsió de pols magnètics de signe contrari i del mateix signe, la qual esdevingué el fonament de la teoria matemàtica de les forces magnètiques desenvolupada pel físic i matemàtic francès Siméon-Denis Poisson (1781-1840). També investigà sobre la fricció en la maquinària, sobre els molins de vent i sobre l'elasticitat de les fibres metàl·liques i de seda.

## Determinació
La mesura del coulomb (C) es pot efectuar de les maneres següents segons la BIPM:
a) Mitjançant el mesurament de la durada, expressada en termes de la unitat SI de temps, el segon (s), del flux d'un corrent elèctric conegut en termes de l'ampere.
b) Determinant la quantitat de càrrega dipositada en un condensador conegut en termes del farad (F) emprant la relació entre unitats {\textstyle 1\ \mathrm {C} =1\ \mathrm {F} \cdot 1\ \mathrm {V} } i mesurant la diferència de potencial als extrems del condensador, expressada en termes del volt (V) —al seu torn determinat mitjançant l'efecte Josephson—, així com el valor de la constant de Josephson.
c) Emprant un SET (Transistor d'Electró Únic) o un dispositiu anàleg per a transferir una quantitat de càrrega coneguda —fonamentada en el valor d'{\displaystyle e} (càrrega elèctrica elemental)— sobre un element de circuit adient.

## Múltiples
A continuació, una taula dels múltiples i submúltiples del Sistema Internacional d'Unitats.
| Múltiple | Nom          | Símbol |       | Múltiple      | Nom | Símbol |
| -------- | ------------ | ------ | ----- | ------------- | --- | ------ |
| 100      | coulomb      | C      |       |               |     |        |
| 10¹      | decacoulomb  | daC    | 10–1  | decicoulomb   | dC  |        |
| 10²      | hectocoulomb | hC     | 10–2  | centicoulomb  | cC  |        |
| 103      | quilocoulomb | kC     | 10–3  | mil·licoulomb | mC  |        |
| 10⁶      | megacoulomb  | MC     | 10–6  | microcoulomb  | µC  |        |
| 10⁹      | gigacoulomb  | GC     | 10–9  | nanocoulomb   | nC  |        |
| 1012     | teracoulomb  | TC     | 10–12 | picocoulomb   | pC  |        |
| 1015     | petacoulomb  | PC     | 10–15 | femtocoulomb  | fC  |        |
| 1018     | exacoulomb   | EC     | 10–18 | attocoulomb   | aC  |        |
| 1021     | zettacoulomb | ZC     | 10–21 | zeptocoulomb  | zC  |        |
| 1024     | yottacoulomb | YC     | 10–24 | yoctocoulomb  | yC  |        |

## Equivalència amb l'ampere·hora

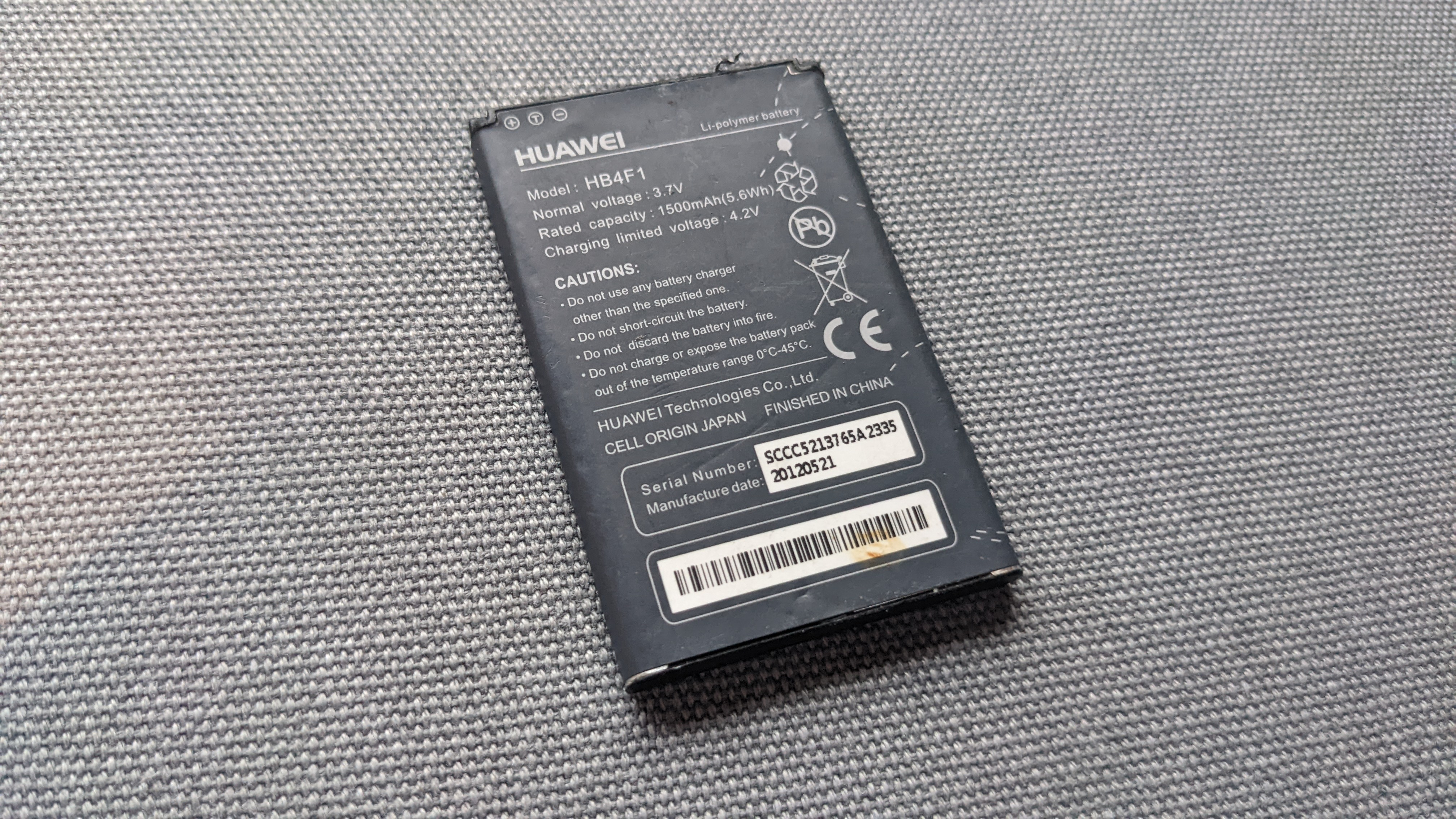
Bateria de telèfon mòbil. Té una càrrega de 1 500 mA·h, equivalents a 5 400 C.

Encara que el coulomb és una unitat derivada del Sistema Internacional, en les bateries elèctriques és molt freqüent utilitzar la unitat Ah (ampere-hora), que reflecteix la quantitat de càrrega total que pot acumular una bateria. L'equivalència és:
{\displaystyle 1\,A\cdot h=1\,A\cdot 1\,h\cdot {\frac {3\,600\,s}{1\,h}}=3\,600\,A\cdot s=3\,600\,C}{\displaystyle 1\,mA\cdot h=3,6\,C}

## Ordres de magnitud
Segons la llei de Coulomb, dues càrregues elèctriques puntuals d'un coulomb cadascuna i separades un metre al buit exerceixen entre si una força d'uns 9 × 10⁹ N, aproximadament el pes de la Terra sobre un objecte de 900 000 000 kg.
càlcul: {\displaystyle F=k_{\mathrm {C} }\times {\frac {|Q_{\mathrm {a} }\times Q_{\mathrm {b} }|}{d^{2}}}} amb {\displaystyle Q_{\mathrm {a} }} i {\displaystyle Q_{\mathrm {b} }} les càrregues de dos cossos a i b en coulombs, sent: 
- {\displaystyle F} la força electroestàtica que s'aplica entre ells;
- {\displaystyle d} la distància entre ells en metres;
- {\displaystyle k_{\mathrm {C} }=8{,}987\,551\,787\,368\,176\,4\times 10^{9}\;\mathrm {kg\cdot m^{3}\cdot s^{-4}\cdot A^{-2}} }.

A la pràctica, el coulomb és una unitat massa gran per expressar quantitats de càrrega estàtica i, en general, es reemplaça pels seus submúltiples, com mil·licoulombs (mC), microcoulombs (μC) o nanocoulombs (nC).

## Altres conversions
- La càrrega elèctrica d'1 mol d'electrons (aproximadament 6,022×1023, o constant d'Avogadro) és conegut com a faraday (realment -1 faraday, atès que els electrons tenen càrrega negativa). Un faraday equival a 96,485 341 5 kC (la constant de Faraday). En termes de la constant d'Avogadro (NA), un coulomb és igual a aproximadament 1,036×10−5 NA càrregues elementals.[5]

- 1 statcoulomb (statC), la unitat de càrrega electroestàtica del Sistema CGS, és aproximadament 3,3356×10−10 C o 1/3 nC.[13]